# Czornyj Anuj
Czornyj Anuj (ros. Чёрный Ануй) – wieś w Rosji, w Republice Ałtaju, w rejonie ust-kańskim. W 2010 liczyła 661 mieszkańców.